# Flekk
A flekk nyomdai szakszó, ami egy gépelt vagy kézzel írt egy oldal terjedelmű szöveget jelent.
A flekk szó a német anyanyelvű nyomdászok által terjedt el Magyarországon. Huszonhatszor hatvan leütést számítottak egy flekknek, ebből lett a számítógépes korszakban 1800-2000 karakter.
A Magyar Újságírók Országos Szövetsége által egy flekk 1800 karakterben van meghatározva.
Egy szerzői kéziratos oldal terjedelme a kiadói gyakorlatban kb. 2000 leütés.
Egy nyomdai flekk megegyezik négy kéziratflekk terjedelmével.
Egy szövegszerkesztőben 12 pontos betűvel teleírt A4-es lap szövege körülbelül 3 flekk. A nyomdaiparban a szerzőknek általában flekkek után fizetnek.